# Detlev Poguntke
Detlev Poguntke (* 23. Januar 1945 in Merschwitz, Schlesien, heute Teil von Prochowice, Polen) ist ein deutscher Mathematiker.

## Leben
Nach dem Abitur 1964 am Artland-Gymnasium in Quakenbrück studierte er als Stipendiat der Studienstiftung des deutschen Volkes Mathematik und Physik an der Freien Universität Berlin. Nach dem Diplom 1968 war er Promotionsstipendiat der Studienstiftung des deutschen Volkes und am Mathematischen Institut der Freien Universität als wissenschaftlicher Mitarbeiter tätig. Mit der Dissertation „Über kompakte Gruppen“ (Betreuer Horst Herrlich und Karl Peter Grotemeyer) wurde Poguntke 1969 von der Mathematischen Fakultät der Freien Universität zum Doktor rerum naturalium promoviert und anschließend zum wissenschaftlichen Assistenten ernannt.
1970 folgte er Grotemeyer an die Mathematische Fakultät der neu gegründeten Universität Bielefeld, wo er als wissenschaftlicher Assistent seine Habilitationsschrift anfertigte. Nach der Habilitation wurde Poguntke zunächst zum wissenschaftlichen Oberassistenten ernannt, lehnte einen Ruf der Universität Paderborn ab und erhielt dann mit 29 Jahren den Ruf auf einen Lehrstuhl für Mathematik, insbesondere Analysis, an der Fakultät für Mathematik der Universität Bielefeld. An dieser forscht und lehrt er seit 1975 als Universitätsprofessor. 1986 war er für ein Semester Gastprofessor an der Yale University in New Haven (Connecticut/USA). Darüber hinaus reiste er zu zahlreichen Vorträgen und Forschungsaufenthalten ins europäische und außereuropäische Ausland, u. a. für längere Zeit als JSPS-Fellow nach Japan und Australien. Poguntke ist zudem seit vielen Jahren Gutachter, Prüfer und Vorsitzender des Auswahlausschusses beim Bundeswettbewerb Mathematik. Nach seiner Emeritierung 2011 war er bis 2013 Lehrbeauftragter an der Universität Bielefeld.

## Forschung
Poguntke gilt als Experte auf dem Gebiet der Lie-Gruppen und ist Mitherausgeber einer einschlägigen Fachzeitschrift (Journal of Lie Theory). Auf diesem Gebiet und zur allgemeinen Analysis hat er zahlreiche Aufsätze veröffentlicht. Er entwickelte und bewies u. a. das Poguntke-Theorem. Daneben ist er regelmäßig als Gutachter für verschiedene Fachzeitschriften tätig.
Er beschäftigt sich insbesondere mit der Darstellungs- und Strukturtheorie Liescher Gruppen, dem Zusammenhang von Laplace’schen Operatoren und Lieschen Gruppen sowie der Idealtheorie in Faltungsalgebren Liescher Gruppen.
Poguntke ist u. a. Mitglied der Deutschen Mathematiker-Vereinigung und der American Mathematical Society.